# Teminius affinis
Teminius affinis is een spinnensoort in de taxonomische indeling van de spoorspinnen (Miturgidae).
Het dier behoort tot het geslacht Teminius. De wetenschappelijke naam van de soort werd voor het eerst geldig gepubliceerd in 1897 door Nathan Banks.